# Per Anger
Per Johan Valentin Anger (Göteborg, 7 dicembre 1913 – Stoccolma, 25 agosto 2002) è stato un diplomatico svedese, collaboratore di Raoul Wallenberg presso la legazione svedese a Budapest durante la seconda guerra mondiale, in quel periodo molti ebrei furono salvati perché forniti di passaporti svedesi. Dopo la guerra, trascorse molto tempo a cercare di chiarire il destino di Wallenberg.

## Biografia

### Gli inizi della carriera e la seconda guerra mondiale
Nato a Göteborg, ha studiato legge all'Università di Stoccolma e successivamente all'Università di Uppsala. Dopo essersi laureato nel novembre 1939, fu arruolato nell'esercito. Poco dopo, il Ministero degli Affari Esteri gli offrì un posto di tirocinante presso la legazione svedese a Berlino, che iniziò nel gennaio 1940. Fu assegnato al dipartimento del commercio, ma dopo che la legazione ricevette informazioni su un imminente attacco nazista in Norvegia e Danimarca, fu coinvolto nella trasmissione delle informazioni a Stoccolma. Nel giugno 1941 tornò a Stoccolma, dove si occupò delle relazioni commerciali tra Svezia e Ungheria. Nel novembre 1942 fu inviato a Budapest come secondo segretario della legazione svedese.
Dopo che la Germania invase l'Ungheria il 19 marzo 1944, Anger fu coinvolto negli sforzi per aiutare gli ebrei ungheresi: ha dato origine all'idea di rilasciare dei passaporti provvisori svedesi e altri certificati speciali per proteggere gli ebrei dall'internamento e dalla deportazione. Inizialmente furono emessi settecento documenti. Sebbene la legalità dei documenti fosse messa in dubbio, il governo ungherese accettò di riconoscere i loro portatori come cittadini svedesi. Il 9 luglio, Raoul Wallenberg è arrivato a Budapest: ha subito esteso l'iniziativa di Anger, introducendo pass protettivi colorati (Schutzpasse) e creando "rifugi sicuri" in tutta la città. Anger e Wallenberg hanno lavorato insieme, spesso strappando letteralmente le persone ai trasporti e alle marce della morte. Dopo l'invasione sovietica nel gennaio 1945, sia Anger che Wallenberg furono presi in custodia. Anger è stato rilasciato tre mesi dopo, ma Wallenberg non è mai più tornato, diventando una delle persone scomparse più famose del XX secolo.

### Nel dopoguerra
Dopo la guerra, Anger prestò servizio in numerose sedi diplomatiche in Egitto, Etiopia, Francia, Austria e Stati Uniti. In seguito divenne capo del programma di aiuti internazionali della Svezia e servì come ambasciatore in Australia, Canada e Bahamas. Durante la sua carriera del dopoguerra, Anger ha guidato gli sforzi per scoprire cosa fosse successo a Wallenberg, incontrando anche personalmente il segretario generale sovietico Michail Gorbačëv negli anni '80. Nel 2000, il governo russo ha finalmente riconosciuto che Wallenberg e il suo autista sono morti durante la custodia sovietica nel 1947, anche se le circostanze esatte della loro morte rimangono poco chiare.
Anger è morto a Stoccolma dopo aver subito un ictus.

## Riconoscimenti ed onorificenze

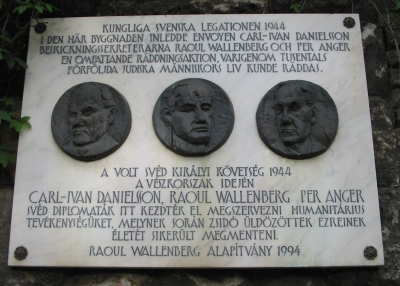
Targa sul sito dell'ex ambasciata svedese a Budapest, in onore di Carl Ivan Danielsson, Raoul Wallenberg e Per Anger.

- 1982: riconosciuto da Yad Vashem come uno dei Giusti tra le Nazioni;[9]
- 1995: insignito dell'Ordine al Merito della Repubblica ungherese;
- 1995: insignito della Medaglia Wallenberg dalla Università del Michigan in riconoscimento del suo straordinario coraggio e impegno umanitario;
- 2000: cittadinanza onoraria israeliana;
- 2001 - conferito lo Spirit of Raoul Wallenberg Humanitarian Award dall'American Swedish Historical Museum;
- aprile 2002: il primo ministro svedese Göran Persson ha assegnato ad Anger l'Illis Quorum Meruere Labores (Per coloro le cui fatiche lo hanno meritato) per le sue azioni durante e dopo la guerra. Questo è il più alto riconoscimento che può essere conferito a un singolo cittadino svedese dal governo svedese.

## Premio Per Anger
Il Premio Per Anger è stato istituito dal governo svedese per onorare la memoria dell'ambasciatore e viene assegnato per il lavoro e per le iniziative umanitarie in nome della democrazia. Il premio viene assegnato a singoli o gruppi che si sono distinti in passato o in tempi più recenti.

### Vincitori del premio
| Nome                       | Anno | Motivazione |
| -------------------------- | ---- | --- |
| Gennaro Verolino           | 2004 | Per aver salvato oltre 30.000 ebrei dall'Olocausto |
| Arsen Sakalov              | 2005 | Per aver documentato gli abusi nella repubblica di Cecenia |
| Ales' Bjaljacki            | 2006 | Per aver lottato pubblicamente per i diritti umani |
| Yolanda Becerra            | 2007 | Per aver sfidato le forze armate in un clima intimidatorio, al fine di rafforzare le voci che rischiano di essere messe a tacere |
| Sebastian Bakare           | 2008 | Per aver lottato contro l'oppressione e per la libertà di parola |
| Brahim Dahane              | 2009 | Per aver lottato per i diritti umani durante il conflitto tra Marocco e Sahara occidentale |
| Elena Urlaeva              | 2010 | Attivista per i diritti umani in un ambiente ostile |
| Narges Mohammadi           | 2011 | Per aver lottato pubblicamente per i diritti umani e la libertà delle donne in Iran |
| Sapiyat Magomedova         | 2012 | Avvocato per i diritti umani in un ambiente violento e rischioso |
| Justine Ijeomah            | 2013 | Per aver combattuto per i poveri ed i poco istruiti, e per lavorare ostinatamente per abolire la pena di morte |
| Rita Mahato                | 2014 | Per aver lottato contro la violenza sessuale contro donne e ragazze |
| Islena Rey Rodríguez       | 2015 | Attivista per i diritti umani in un ambiente ostile |
| Abdullah al-Khateeb        | 2016 | Portavoce e manifestante pacifico per l'uomo diritti in Siria |
| Gégé Katana Bukuru         | 2017 | Per aver lottato per i diritti delle donne e contro la violenza sessuale |
| Teodora del Carmen Vásquez | 2018 | Per aver lottato per il diritto delle donne alla salute sessuale e riproduttiva in El Salvador |
| Najwa Alimi                | 2019 | Con grande coraggio e rischio per la propria vita, la giornalista Najwa Alimi combatte perché le donne siano viste e le loro storie ascoltate in Afghanistan. Un paese in cui le donne raramente possono uscire di casa da sole, figuriamoci lavorare ed essere viste in TV. Lavora anche per garantire che le ragazze abbiano accesso ai libri per rompere il loro isolamento attraverso la letteratura. Ispira speranza per una nuova generazione di ragazze e ragazzi afgani. |
| Intisar Al-Amyal           | 2020 | Si batte per i diritti delle donne in Iraq, ha documentato le violazioni dei diritti umani per 20 anni. Fa luce sulla violenza domestica, sui matrimoni precoci e sui delitti d'onore. Aumenta la consapevolezza dei bisogni urgenti delle donne e delle ragazze vittime dello Stato Islamico e di altri gruppi estremisti. |
| S'bu Innocent Zikode       | 2021 | Nonostante sia stato preso di mira e minacciato, Sibusiso Innocent Zikode mette in luce le ingiustizie commesse contro i cittadini più emarginati della società. I suoi sforzi aiutano ad aumentare la consapevolezza di cosa significhi avere diritto alla casa e alla terra. |
| Anabela Lemos              | 2022 | Per la difesa dell'ambiente in Mozambico |
| Malú García Andrade        | 2023 | Da oltre 20 anni chiede che le autorità giudiziarie e i legislatori prendano sul serio i crimini contro le donne, che si indaghi sugli omicidi e che i responsabili siano puniti. |